# 哈利洋行青岛分行
36°03′46.6″N 120°18′44″E / 36.062944°N 120.31222°E
哈利洋行青岛分行，为德商哈利洋行在青岛设立的分支机构，其旧址位于中国山东省青岛市市南区兰山路7号，建于1900至1901年间，现已不存。

## 历史
哈利洋行（德語：H. Sietas & Co.）为德国商人哈利·西塔斯（Harry Sietas）于烟台开埠后不久所开办，洋行的中文名字出自其名字的中文音译。后来先后有德国商人海因里希·普拉姆贝克（Heinrich Plambeck）、汉斯·克里斯蒂安·奥古斯特森（Hans Christian Augustesen）、于尔根·布洛克（Jürgen Block）参股。1898年《胶澳租借条约》签订后，西塔斯已在烟台逝世，其余合伙人讨论后决定由布洛克继承烟台哈利洋行（H. Sietas & Co. Chefoo），普拉姆贝克赴青岛开设青岛哈利洋行（Sietas, Plambeck & Co. Tsingtau），奥古斯特森赴旅顺开设旅顺哈利洋行（Sietas, Augustesen & Co. Port Arthur）。
普拉姆贝克到达青岛后，在1898年9月2日开始的第一轮土地拍卖中买下了总兵衙门后侧的一片土地，并建设了一座临时平房（今常州路青岛清真寺），用于开设百货店、仓储、居住。后来，普拉姆贝克又在栈桥西侧，霍亨索伦街（Hohenzollernstraße，今兰山路）与汉堡街（Hamburger Straße，今河南路南段）路口西北角购地，并建设了一座正式的营业、办公兼居住的综合楼，1901年3月1日竣工。1905年，奥古斯特森与新合伙人卡尔·罗德（Carl Rohde）到达青岛，普拉姆贝克则离开青岛去往德国汉堡。
哈利洋行在其行址内开设有一处百货店，售卖花露水、洋胰子（肥皂）、洋蜡烛等日用品及烟酒、服装、鞋帽等种类繁多的商品。店内还聘用糕点师制作面包糕点。曾有一名为君特·奥托（Günther Otho）的糕点师在此工作，此人1908年离开哈利洋行，后来在今中山路建设了自己的商业楼与面包店。奥托离开后，哈利洋行聘用了年轻的糕点师卡尔·尤海姆，尤海姆1913年独立开店，后来在日本开设咖啡厅，为尤海姆株式会社的前身。除百货业外，哈利洋行的业务还涉及仓储、屠宰、冷库制冰、砖瓦、中国土产等。
哈利洋行青岛分行是日耳曼尼亚酿造厂（今青岛啤酒厂）的大股东，并在啤酒厂对面，今登州路延安一路路口西南角的位置拥有一处名为阿尔森霍夫（Alsenhof）的农场，生产蔬菜和鲜花，并在霍亨索伦街洋行大楼的百货商店出售。1910年代，哈利洋行投资高端旅店业，于1911年7月收购了原青岛旅店业股份公司（Tsingtau Hotel Actien-Gesellschaft）旗下的海因里希亲王饭店与海滨旅馆。之后又于1912年收购了胶州饭店（Hotel Kiautschou），1914年春收购了海因里希亲王饭店西侧的中和饭店，由此几乎垄断青岛旅店业。
1914年8月青岛战役爆发后，奥古斯特森逃往上海，同年11月日军占领青岛，卡尔·罗德被俘，哈利洋行在青岛的所有产业也被日军没收。1981年冬至1982年春，兰山路哈利洋行青岛分行旧址被拆除，原址新建一海军招待所（今中天宾馆）。

## 建筑特色
哈利洋行青岛分行建筑平面呈“L”形，高2层，其外立面装饰华丽，尤其着重装饰窗套，其街角处建有一八角尖顶塔楼，塔楼每一面各开有一拱窗，自塔楼内可望青岛湾景色，塔楼与兰山路尽头的青岛火车站钟楼形成对景。该楼建设数年后曾经历改造，其外墙装饰在改造中多被去除。另有约1946年的照片显示该楼已增建为3层。
- 1900年代的兰山路，右侧为哈利洋行，左侧为胶海关验货仓库与顺和洋行，远处可见青岛火车站
- 哈利洋行西南角，左侧为德威洋行
- 德占时期的河南路兰山路路口，南向视角，右侧为哈利洋行，左侧为胶海关公寓，远处为哈利洋行海水泵站
- 1914年青岛战役结束后不久的哈利洋行旧址

## 哈利洋行海水泵站
太平路河南路路口南侧、今栈桥公园内有一座建有尖顶塔楼的小型建筑保存至今，为广包公司（F. H. Schmidt）1901年为哈利洋行建设的海水泵站。该楼至20世纪后半叶仍作为泵站使用，现已改作他用。现为青岛现存规模最小的附设塔楼的单体德占时期建筑之一。
- 哈利洋行海水泵站原貌
- 海水泵站旧址北侧
- 南侧